# Linia kolejowa Buczacz – Chryplin
Linia kolejowa Buczacz – Chryplin – zlikwidowana linia kolejowa łącząca stację Buczacz ze stacjami Chryplin i Stanisławów. Tereny, przez które przebiegała, współcześnie znajdują się na Ukrainie, w obwodach tarnopolskim i iwanofrankiwskim.
Linia na całej długości była jednotorowa i niezelektryfikowana.

## Historia
Linia ta stanowiła fragment Galicyjskiej Kolei Transwersalnej powstałej w 1884. Początkowo linia leżała w Austro-Węgrzech. Od 1 listopada 1918 do lipca 1919 znajdowała się w Zachodnioukraińsiej Republice Ludowej (ZURL). Od lipca 1919 do 1944 linia znajdowała się w Polsce (w tym latach 1939-1944 pod okupacjami sowiecką i niemiecką). 
W 1944 wycofujący się Niemcy wysadzili most na Dniestrze. Władza sowiecka, która przejęła linię po wojnie, postanowiła nie odbudowywać mostu oraz zlikwidować odcinek z Buczacza do Chryplina.